# Sindrome di Rotor
La sindrome di Rotor è una malattia rara del metabolismo della bilirubina e quasi sempre a prognosi benigna. Per le sue caratteristiche è simile alla sindrome di Dubin-Johnson, la quale si differenzia per la presenza di granuli scuri costituiti da melanina nel citoplasma.

## Epidemiologia
Colpisce entrambi i sessi, si mostra fin dalla nascita o nell'infanzia. Si sono verificati casi in varie parti del mondo sia in Giappone sia in Francia.

## Eziologia
La causa di questa sindrome ancora non è stata chiarita, in passato si sono effettuati studi per comprendere se potesse essere collegato a un'anomalia del gene ABCC2 e in tal caso si configurava come una variante della sindrome di Dubin-Johnson, ma i risultati sono stati negativi.

## Clinica
La sindrome non mostra caratteri emolitici (perdite di sangue o altro), l'istopatologia epatica è normale, ma è fortemente associata all' iperbilirubinemia coniugata (diretta).

## Trattamento
Per trattare l'ittero, viene normalmente utilizzato il fenobarbital.